# Igor Lajkert
Igor Lajkert (hrv. Igor Laikert; Zenica, 27. februar 1991) bosanskohercegovački je alpski skijaš. Član je skijaškog kluba Karaula iz Travnika. U kategoriji juniora u skijaškim takmičenja FIS-a učestvuje od 2006. godine, a prvi put u Svetskom kupu u alpskom skijanju, učestvuje u slalomskoj trci 6. januara 2011. godine na takmičenju u Zagrebu. Nastupio je, do sada, na tri Svetska prvenstva u alpskom skijanju. Na XXII Zimskim olimpijskim igrama u Sočiju, nastupio je u svih pet disciplina alpskog skijanja. Učestvovao je na Svetskom vojnom šampionatu u skijanju 2011. na Bjelašnici i završio kao devetoplasirani u muškoj disciplini veleslalom.

## Rezultati

### Olimpijade
| Olimpijada              | Datum             | Disciplina          | Trka 1                 | Plasman                | Trka 2                  | Plasman                 | Ukupno                  | Plasman                 |
| ----------------------- | ----------------- | ------------------- | ---------------------- | ---------------------- | ----------------------- | ----------------------- | ----------------------- | ----------------------- |
| ZOI 2014 · Soči, Rusija | 14. februar 2014. | Kombinacija (m)     | 1:59.76                | 44                     | 55.94                   | 24                      | 2:55.70                 | 27                      |
| ZOI 2014 · Soči, Rusija | 9. februar 2014.  | Spust (m)           |                        |                        |                         |                         | 2:15.07                 | 44                      |
| ZOI 2014 · Soči, Rusija | 19. februar 2014. | Veleslalom (m)      | nije završio prvu trku | nije završio prvu trku | nije završio prvu trku  | nije završio prvu trku  | nije završio prvu trku  | nije završio prvu trku  |
| ZOI 2014 · Soči, Rusija | 22. februar 2014. | Slalom (m)          | 54.68                  | 52                     | nije završio drugu trku | nije završio drugu trku | nije završio drugu trku | nije završio drugu trku |
| ZOI 2014 · Soči, Rusija | 16. februar 2014. | Superveleslalom (m) |                        |                        |                         |                         | 1:24.20                 | 50                      |

### Svetski kup
| Sezona   | Datum           | Mjesto | Disciplina | Plasman | Zaostatak         |
| -------- | --------------- | ------ | ---------- | ------- | ----------------- |
| 2010/11. | 6. januar 2011. | Zagreb | slalom     | -       | nije završio trku |
| 2011/12. | 5. januar 2012. | Zagreb | slalom     | -       | nije završio trku |
| 2012/13. | 7. januar 2013. | Zagreb | slalom     | -       | nije završio trku |

### Svetska prvenstva
Dana 11. februara 2013. godine nastupio je na Svetskom prvenstvu u alpskom skijanju 2013. u austrijskom Šladmingu u superkombinaciji u kojoj je nakon dve vožnje zauzeo 21. mjesto, što je trenutno najbolji plasman bosanskohercegovačkog predstavnika na Svetskim prvenstvima u alpskom skijanju.
| Prvenstvo                                              | Datum             | Disciplina       | Plasman | Zaostatak         |
| ------------------------------------------------------ | ----------------- | ---------------- | ------- | ----------------- |
| Svetsko prvenstvo 2011. · Garmiš-Partenkirhen, Nemačka | 9. februar 2011.  | superveleslalom  | 38      | 10,12             |
| Svetsko prvenstvo 2011. · Garmiš-Partenkirhen, Nemačka | 12. februar 2011. | spust            | 43      | 10,29             |
| Svetsko prvenstvo 2011. · Garmiš-Partenkirhen, Nemačka | 14. februar 2011. | superkombinacija | 23      | 13,26             |
| Svetsko prvenstvo 2013. · Šladming, Austrija           | 6. februar 2013.  | superveleslalom  | 48      | 9,54              |
| Svetsko prvenstvo 2013. · Šladming, Austrija           | 9. februar 2013.  | spust            | -       | nije završio trku |
| Svetsko prvenstvo 2013. · Šladming, Austrija           | 11. februar 2013. | superkombinacija | 21      | 9,54              |
| Svetsko prvenstvo 2015. · Biver Krik, SAD              | 5. februar 2015.  | superveleslalom  | 50      | 10,54             |
| Svetsko prvenstvo 2015. · Biver Krik, SAD              | 13. februar 2015. | veleslalom       | 46      | 14,47             |
| Svetsko prvenstvo 2015. · Biver Krik, SAD              | 14. februar 2015. | slalom           | -       | nije završio trku |

## Spoljašnje veze
- Igor Lajkert na sajtu Sports-Reference.com (arhivirano)
- Svi rezultati Igora Lajkerta na veb-stranici FIS-a (jezik: engleski)